# 間宮哲男
間宮 哲男（まみや てつお、1958年（昭和33年） - ）は、日本の実業家。山口県信用組合理事長。

## 来歴
山口県出身。西南学院大学を卒業し、山口県信用組合に入組。

## 略歴
1978年 4月 - 山口県信用組合入組

2013年 6月 - 理事業務部長

2017年 6月 - 常務

2020年 6月 - 専務

2021年 6月 - 理事長